# Pseudoklossia haliotis
Pseudoklossia haliotis is een soort in de taxonomische indeling van de Myzozoa, een stam van microscopische parasitaire dieren. Het organisme komt uit het geslacht Pseudoklossia en behoort tot de familie Aggregatidae. Pseudoklossia haliotis werd in 1995 ontdekt door Friedman, Gardner, Hedrick, Stephenson, Cawthrn & Upton.